# Yeniköşk, Tuşba
Yeniköşk là một xã thuộc huyện Tuşba, tỉnh Van, Thổ Nhĩ Kỳ. Dân số thời điểm năm 2011 là 413 người.